# Ceguera mental
Ceguera mental se puede describir como un trastorno cognitivo en que una persona es incapaz de atribuir algún estado mental a sí mismo y a otras personas. Como resultado de este trastorno, el individuo es inconsciente de los demás estados mentales. El individuo tampoco es capaz de atribuir creencias y deseos a los demás. Esta capacidad de desarrollar una conciencia mental de lo que está en la mente de una persona es conocida como la teoría de la mente. Esto nos permite atribuir a nuestro comportamiento y acciones diversos estados mentales como emociones e intenciones. La ceguera mental está asociada con el autismo y síndrome de Asperger (SA), quienes son los pacientes que tienden a mostrar los déficit de conocimiento social. Además de autismo, Asperger y esquizofrenia, la teoría de la mente y la ceguera mental, investigaciones recientes han añadido otras enfermedades como la demencia, trastornos bipolares, trastorno de la personalidad antisocial, así como envejecimiento normal.
En el año 1960, los científicos llegaron a un acuerdo sobre lo que el autismo y el síndrome de Asperger eran. Ha sido objeto de un debate sobre si el autismo y los pacientes de síndrome de Asperger desarrollaron trastornos de lenguaje o trastornos emocionales. Esto abrió el camino para la hipótesis de la ceguera mental que se basaba en la teoría de la mente. La teoría de la mente fue una teoría importante, ya que ayudó a explicar la comunicación, tanto verbal como no verbal, así como también los impedimentos sociales que se ven en el autismo y pacientes del síndrome de Asperger.
En términos generales, la teoría de la ceguera mental afirma que los niños con estas condiciones están retrasados en el desarrollo de una teoría de la mente, que normalmente les permite desarrollar "ponerse en los zapatos de alguien más, imaginar sus pensamientos y sentimientos". Así, los niños autistas a menudo no pueden conceptuar, entender, o predecir estados emocionales en otra gente.

## Ceguera mental y teoría de la mente
La ceguera mental es un estado en donde la teoría de la mente no se ha desarrollado o está perdida en un individuo. La teoría de la mente está implícita en los individuos normales. Esto permite hacer interpretaciones automáticas de eventos teniendo en cuenta los estados mentales de las personas, sus deseos y creencias. Cohen describe un individuo carente de la teoría de la mente como que este podría percibir el mundo de manera confusa y aterradora; conduciéndolo a aislarse de la sociedad.
Un enfoque alternativo para el deterioro social observado en la ceguera mental, se centra en la emoción de los sujetos. Basado en evidencia empírica, Frith llegó a la conclusión de que el procesamiento de emociones cognitivas complejas es reducido en comparación con las emociones más simples. Además, adjunto no parece fallar en la primera infancia de autistas. Por lo tanto, concluyendo que la emoción es un componente de la cognición social que es separable de mentalizarnos.
Lombardo y Cohen actualizaron la teoría y señalaron algunos factores adicionales que desempeñan un papel importante en la teoría de la mente de pacientes autistas. Ellos destacaron que la corteza media está fuera de la región de mentalización tradicional y que esta es de baja actividad en pacientes autistas, mientras el resto de la activación de la teoría de la mente era normal. Esta región era importante en la decisión de cuanto invertir en una persona y de ahí cuanta mentalización se necesita. Este resultado era importante ya que ellos acentuaron en un nuevo mecanismo de los nervios posible para la ceguera mental.
Además, otro factor que es importante al investigar son las diferencias entre la ceguera mental de uno mismo y la de otra persona. La ceguera mental asociada a uno mismo se considera causada por las diferencias en los únicos tipos de información disponible para el procesamiento autorreferencial que son manejados por distintos mecanismos. Mientras que la ceguera mental de los demás estaría vinculada a los mecanismos que se encargar de asociar y percibir a los demás. Otra posibilidad sugerida incluye un mecanismo que fue el antidepresivo de ambos sí; el propio y el de otros.